# Complexe archéologique de San Pietro a Corte
 (mai 2019).
Le complexe archéologique de San Pietro à Corte, exposant des vestiges archéologiques lombards, se situe dans le centre historique de Salerne, en Campanie (Italie).
Le complexe comporte quatre centres principaux : le bâtiment thermal romain, l'église chrétienne primitive, la chapelle du palais lombard et enfin le palais public médiéval.

## Histoire
Du XIe au XIVe siècle, pendant la  période normande et jusqu'à la période souabe, les locaux du palais furent utilisés pour des usages publics. La salle de représentation du palais fut utilisée pour les réunions du Parlement citadin et, à partir du XVIIIe siècle, également pour les cérémonies de remise des diplômes de l'Ḗcole médicale de Salerne.

### Lieu de culte et cimetière paléochrétien
La salle du frigidarium a été réutilisée au Ve siècle par une communauté de chrétiens que adaptèrent la zone à ecclesia  annexée au cimetière. Le fondateur de l’église de cimetière est le  vir spectabilis Socrates, un personnage de rang de la Salerne byzantine qui a réalisé une chapelle funéraire privée. Son sépulcre fut placé devant l’entrée sous un arc romain qui, fermé, a constitué l’arc de la structure tombale (de tradition paléochrétienne). L’analyse des noms qui apparaissent sur les épigraphes de celui-ci et d’autres sépulcres témoigne la présence dans les villes d’une population multiethnique : romaine, goth et byzantine.

### Le palais de Arigis II
En 774, Arigis II, duc de Bénévent se transféra à Salerne où attendait un nouveau palais de gouvernement, dont la construction avait certainement eut lieu les années précédentes. Plus tard, on le autoproclama princeps gentis longobardorum, déclarant en fait le dernier bastion des peuples lombards de la péninsule. Salerne était une ville naturellement fortifiée : située en bordure de mer, protégée par les montagnes, éloignée des routes, dotée d’un excellent système défensif avec une muraille byzantine solide. Le Chronicon Salernitanum rapporte « in ea (Salerne) mire magnitudinis immo et pulcritudinis palacio construxit » et cite qu’à l’endroit où fut construit le palais, le prince avait trouvé une idole d’or de la fusion duquel seraient tirées les décorations dorées qui ornaient tout le bâtiment. En fait, le palais a été construit en plein centre de la ville, réaffirmant les choix déjà faits par les Lombards à Pavie et à Bénévent, et ne considérant donc pas hostiles les populations locales. La résidence s’articulait sur plusieurs niveaux et s’étendait sur l’axe nord-sud. La partie méridionale était greffée, probablement avec une tour, sur les murs qui surplombaient la plage, où un escalier monumental introduisait le palais. Ce qui reste du palais arechian est encore lisible dans le bâtiment survivant qui accompagne l’église Saint-Étienne, à l’origine église palatine, et dans les arcades surélevées de colonnes et de chapiteaux qui bordent la via Dogana Vecchia et qui correspondent à des bâtiments similaires du XVIIe siècle. Le seul environnement survivant de la résidence est la chapelle palatine, construite sur les structures romaines existantes. Quand Arechi a décidé de faire ériger le palais, il a fortifié les structures romaines devant supporter le poids des étages supérieurs. Sur les vo^tes écroulées il plaça un grenier qui devint le plancher de l église du dessus qu’il consacra aux saints Pierre et Paul, en le décorant avec de magnifiques mosaïques en carreaux de marbre nu, dont on conserve de nombreux fragments, qui renvoient aux exemples lombards de Cividale del Friuli, San Salvatore de Brescia et de Sant'Ilario de Port'Aurea de Benevent tandis qu'un impressionnant Titulus dedicatorio courait le long des murs intérieurs de l’église en magnifiant l’œuvre du duc. La salle, qui a été  église et salle du trône, a été également dotée d’un atrium dont il ne subsiste qu’une seule loggia dont on voit des fenêtres géminées a arcades en briques reposant en leur centre sur une colonne agrémentée d'un chapiteau médiéval. L’entrée dans la salle passait à travers un accès du mur sud, puis disparue à la suite des rénovations modernes et contemporaines. L’existence réelle de ce titulus était mise en doute jusqu’à ce que les fragments comportant l'inscription ... GE DUC CLEME... appartenant à l'hexamètre DUC AGE DUC CLEMENS ARICHI PIA SUSCIPE VOTA soient découverts. Les lettres individuelles sont gravées dans le marbre et étaient revêtues de bronze doré et délimitées au-dessus et au-dessous par des lattes, revêtues d’un bronze doré.
Du XIe au XIVe siècle dans l'environnement de l'hypogée, un oratoire fut mis en place. L'espace funéraire fut utilisé comme chantier avec ses bassins pour la production de la chaux ; il fut ensuite abandonné et détaché de la salle liturgique dont l'accès fut assuré par une échelle de communication entre la rue au nord et l'église. La rénovation du bâtiment a vu le renforcement des murs du périmètre qui a probablement oublié la décoration des siècles précédents, et donc de nouvelles fresques sont allées décorer le bâtiment. Sur le pilier construit par les Arigis II pour soutenir le sol de la chapelle palatine ci-dessus ont été représentées une Vierge à l'Enfant trônant et sur la droite sainte Catherine d'Alexandrie, représentation qui se trouve également sur les autres côtés du même pilier. Les vies des saints et saintes décorèrent aussi les murs périmétriques où sont encore bien visibles les images de saint Georges et de saint Nicolas, celles des saints Pierre et Paul, d'une Vierge et d'un saint Jacques. Fresques qui datent entre la fin du XIIe  et le XIVe siècle, La présence d'une chaire, la représentation récurrente de sainte Catherine d’Alexandrie, à l'intérieur de l'oratoire, amènent à considérer l'espace comme l'une des salles de classe de l'école Medica Salernitana.
Au milieu du XVIe siècle, le sol de l'église supérieure s'est effondré, rendant inaccessibles les deux lieux de culte dont la mémoire a été confiée à l'édicule votif, aujourd'hui englobé dans l'église Sainte-Anne, représentant la Vierge avec, à gauche, saint Pierre et à droite, sainte Catherine d'Alexandrie. En 1576, l'église supérieure fut restaurée. Au XVIIIe siècle, un escalier d'entrée à la même église conduisant à un protiro comportant un tympan soutenu par des colonnes. Tombée en désuétude, pendant la Première Guerre mondiale, elle fut utilisée comme dépôt militaire. En 1939, elle fut concédée à la confrérie de
Saint-Étienne par l’archevêché. Les environnements au niveau de la route jusqu’aux années 1950 étaient occupés par un boulanger, un charbonnier et la chapelle Sainte-Anne. À partir des années 1970, les fouilles de la direction ont commencé pour mettre au jour les hypogées.

#### Chapelle Sant'Anna
La chapelle Sainte-Anne fut fondée en 1725 par Monseigneur Fabrizio di Capua à la demande de Domenico Cardillo. En 1785, l’église, encore consacrée au culte, était dotée de deux autels et d’une sacristie pour être ensuite agrandie au cours des siècles suivants. En 1937, la chapelle est utilisée comme atelier de forgeron puis comme revente de charbon. Dans les années 1990, elle est complètement abandonnée mais elle est ensuite restructurée et annexée aux fouilles voisines de San Pietro a Corte. La chapelle se dresse sur le côté nord de l’église San Pietro a Corte. Leses fouilles visant à vérifier la structure du clocher, qui s’est avéré avoir été réalisé au XVe siècle, ont mis au jour dans le côté nord de la chapelle, les traces de structures romaines en « Opus reticulatum » sur la maçonnerie de tuf à double couche de brique.

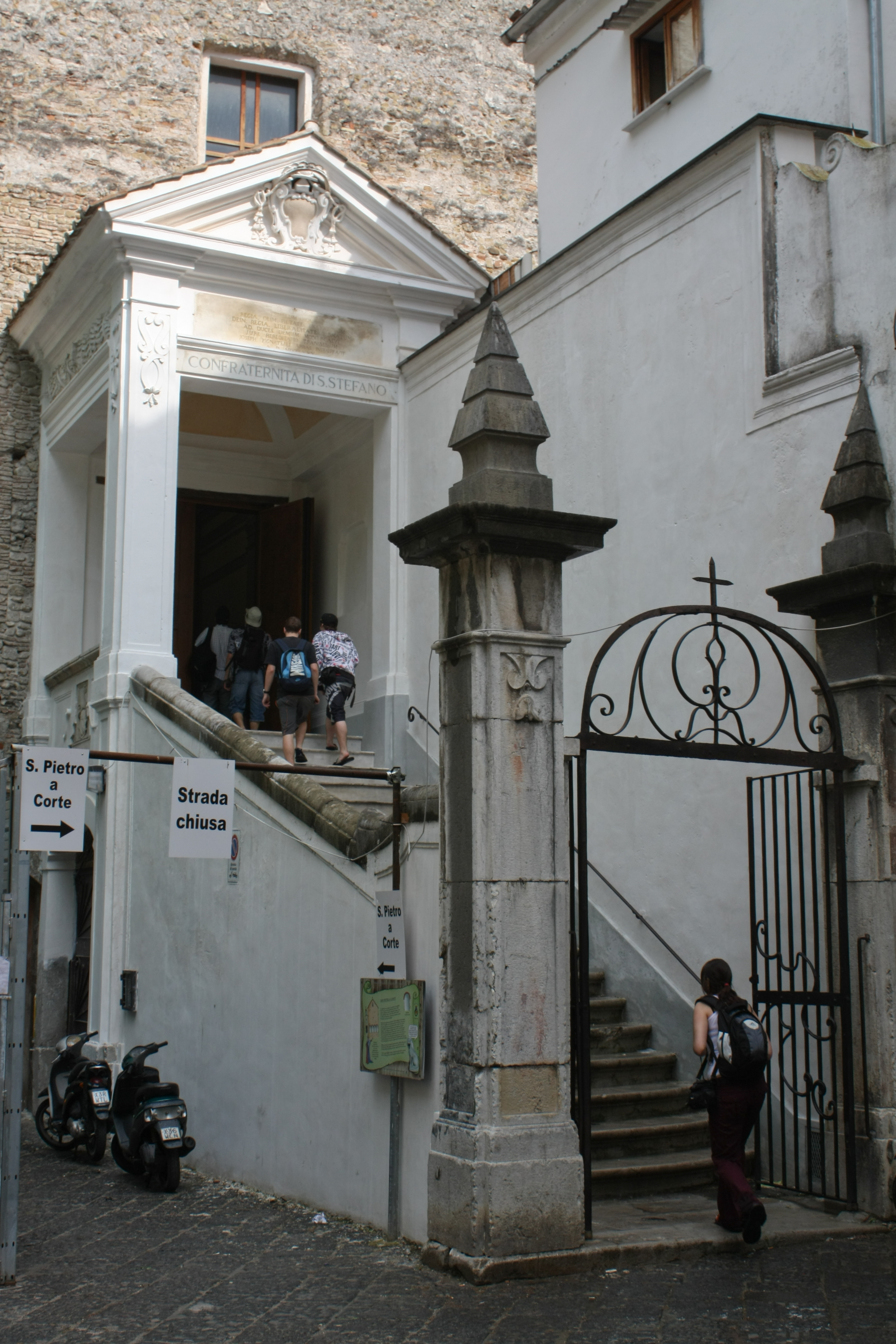
Escalier d'accès.
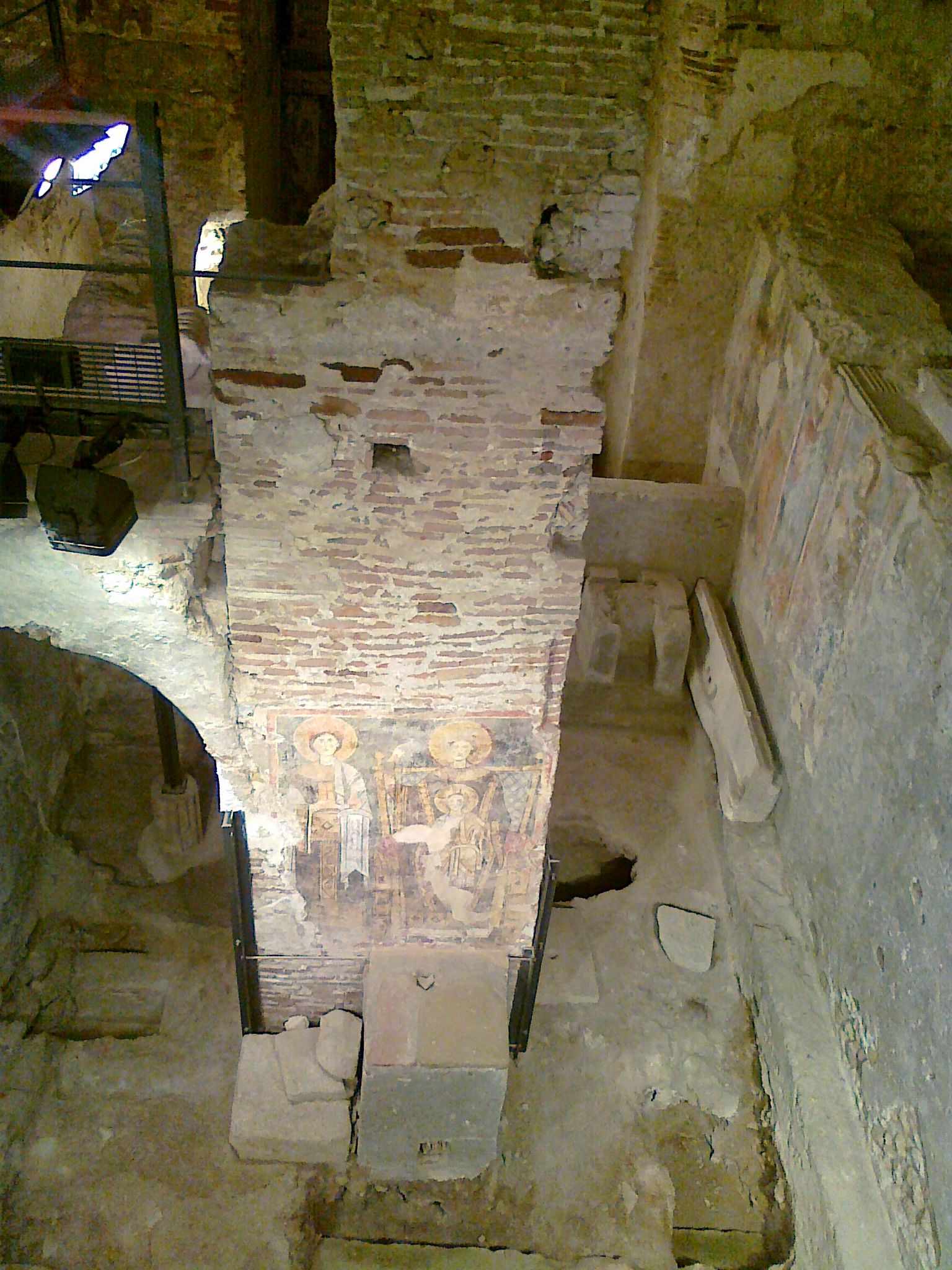
Hypogée de l'église San Pietro a Corte.
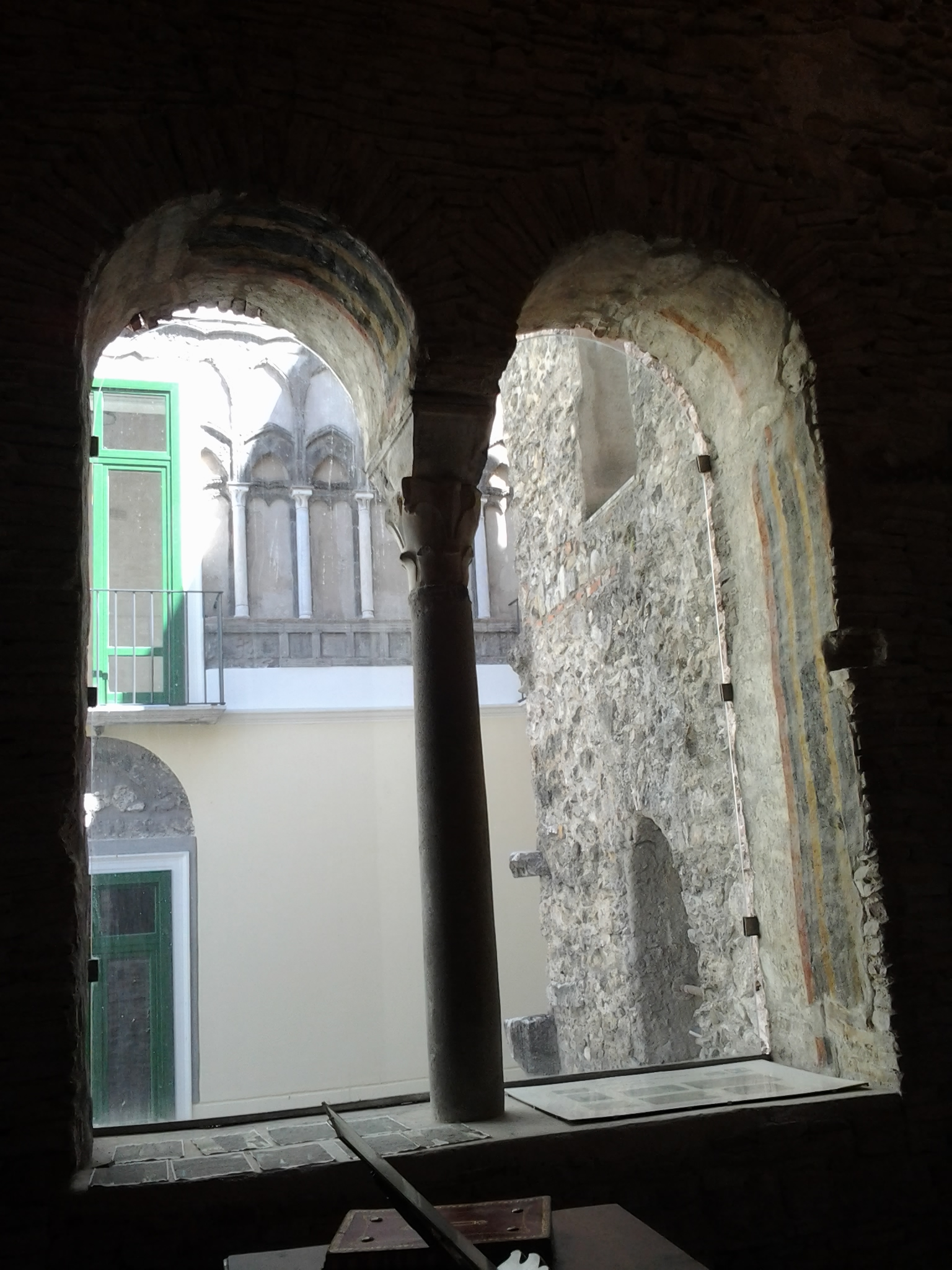
Fenêtre gémellée.
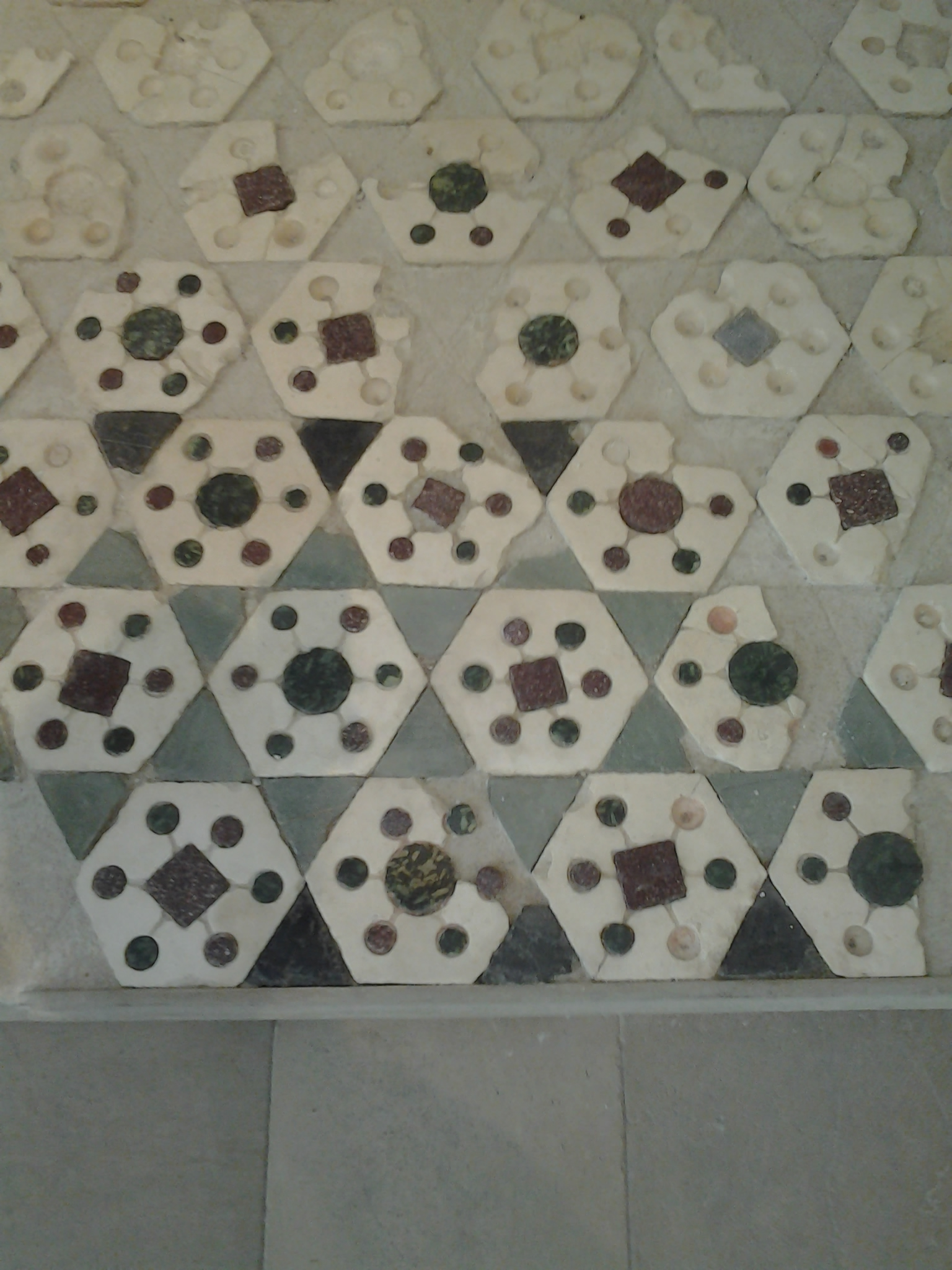
Ancien pavement de l' « opus sectile » polychrome.